# گرگ (هیرمند)
گرگ یک روستا در ایران است که در شهرستان هیرمند استان سیستان و بلوچستان واقع شده‌است. گرگ ۵۶ نفر جمعیت دارد.

## جمعیت
این روستا در دهستان قرقری قرار دارد و براساس سرشماری مرکز آمار ایران در سال ۱۳۸۵، جمعیت آن ۵۶ نفر (۱۰ خانوار) بوده‌است.